# 脆弱的变化
《脆弱的变化》（英語：Loose Change）是一部探讨九一一袭击事件的纪录片，由迪伦·埃弗里执导，科里·罗和贾森·伯默斯制作。影片认为该起袭击事件的历史纪录并不寻常，并据此宣称袭击是由美国政府内部人员策划并实行的。
影片最初经由制作者的公司发表，在纽约州宾厄姆顿一家隶属福克斯广播公司的电视台WICZ-TV播出后获得广泛关注。
一些媒体、独立研究者以及科学和工程界的重要人物认为影片中的理论有误。但一些与九一一陰謀論相关的学者则认同影片中的部分理论。